# Avello
Avello, S.A. fue una compañía española fabricante de máquinas herramienta y motocicletas, famosa por sus motocicletas de marca MV Agusta y Puch. Fue fundada por Alfredo Avello.
Comenzó a funcionar el 1 de junio de 1940 construyendo máquinas herramientas bajo la denominación de Avello y Compañía S.L.
A partir de 1951, en su fábrica del Natahoyo, barrio de Gijón, ya manufacturaba motos bajo licencia de la compañía italiana MV Agusta, con los nombres de MV Avello y MV Agusta.
A inicios de la década de 1970, Avello empezó a distanciarse de MV Agusta, más interesada en desarrollar grandes motos de varios cilindros de cuatro tiempos que en seguir evolucionando las más ligeras, sencillas y baratas de dos tiempos, más adecuadas al mercado español. Por eso, Avello contactó con la Steyr-Daimler-Puch, uno de los más grandes grupos industriales austriacos, que, entre otras cosas, fabricaba desde hacía años una interesante gama de ciclomotores y motos ligeras con gran éxito. En 1970, el acuerdo con los austriacos se materializó y al poco comenzó la fabricación de la primera Puch española, en las cadenas gijonesas que todavía fabricaban MV.
En 1983, Suzuki entra en el accionariado de la fábrica, aportando 500 millones de pesetas (36 % del capital) y sale del mismo la familia Avello. En 1988, Suzuki adquiere el 100 % de Avello,SA y cambia su nombre por Suzuki Motor España.
En 2012, Suzuki anuncia que cerrará la planta de fabricación en Porceyo, Gijón. La única de la multinacional en Europa.